# Сражение при Шангао

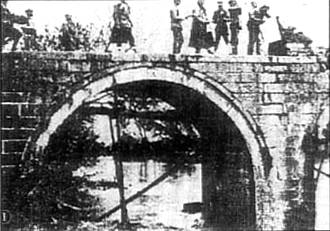
Захват моста во время сражения

Сражение при Шангао (кит. 上高会战) — одно из сражений между Национально-революционной армией Китая и императорской японской армией во время японо-китайской войны (1937—1945).
В марте 1941 года японские войска начали вторую операцию — наступление на Шангао, важный пункт в центральной части провинции Цзянси на шоссейной дороге Наньчан — Чанша. Эта операция имела своей целью улучшить позиции для второго наступления на Чанша. 50 тысяч японских войск вели наступление на Шангао тремя колоннами: правая колонна (33-я пехотная дивизия) двигалась из района западнее Аньи, центральная колонна (37-я дивизия) — от Наньчана на запад, левая колонна (моторизованная бригада) — из района южнее Наньчана на запад.
16 марта правая колонна заняла город Фынсинь, форсировала реку Фыншуй и стала развивать наступление в юго-западном направлении на Фынчэн. После ожесточенных боев 21—23 марта в этом районе, в результате которых японцы потеряли около 5 тысяч солдат и офицеров, правая колонна была вынуждена отойти на Аньи.
Левая колонна японских войск, наступавшая южнее реки Цзиньцзян, овладела населенными пунктами Цюйцзян и Дучэн. Гоминьдановские войска контратаковали противника и заставили его отойти на северный берег реки Цзиньцзян. Небольшие силы японцев закрепились на плацдарме на южном берегу реки.
Основные силы центральной колонны японских войск, наступавшей на запад в направлении Гаоши — Гаоань, 20 марта в результате контратаки крупной партизанской колонны Новой 4-й армии были окружены северо-восточнее Шангао. Японское командование срочно перебросило в этот район 215-й полк в помощь окруженным войскам. Бои продолжались с 22 по 25 марта. В результате боев части окруженной группировки удалось вырваться из кольца, и она отступила к Наньчану.
Бои в южной части провинции Хунань и центральной части провинции Цзянси показали, что на «регулярном» фронте японцы не могли создать крупную группировку для проведения сколько-нибудь значительной операции, так как их силы были растянуты на огромном фронте. В этих условиях положение на фронтах в Китае могло бы быть коренным образом изменено в пользу китайской армии, если бы не гражданская война, которая фактически велась гоминьданом против партизанских сил и КПК.